# Francisco Alonso Ortiz de Atenas
Francisco Alonso Ortiz de Atenas (Medellín, Extremadura, 1553 – † Valdivia, Chile, 1636) fue uno de los fundadores de Chillán en 1580, líder militar del Fuerte de esa ciudad, Capitán con distinción en las guerras de Arauco, y Guerrero y Héroe en la Batalla de Purén (1609). Hijo del Lcdo. y Corregidor Alonso Ortiz Gutiérres de Cervantes y de María de Tena y Ascencio.
Embarcado a Indias teniendo 3 años de edad (por licencia Real del 11 de agosto de 1553) desde el puerto de Cádiz, España el 20 de enero de 1554,;. Desembarcó en puerto Nombre de Dios en Panamá donde junto sus deudos se encontró con el capitán Gaspar de Orense, quien les dio la mala noticia de la  trágica muerte de Pedro de Valdivia; "siguió con destino a Chile"; estante en Lima, Perú, en enero de 1555; llegado a Coquimbo, Chile el 11 de mayo de 1555 junto a sus padres, abuela, y muchos deudos, en el navío La Concepción del maestre Juan de Mondragón. sobrino de Doña Marina Ortiz de Gaete, quien también venía en dicha embarcación. Ingresó a los 16 años al Real Ejército. Fue vecino Corregidor de Concepción en 1578, encomendero de los Montes y Llanos de Valdivia
y alcalde de Concepción en 1579. Firma en memorial del cabildo al Rey el 23 de octubre de 1579; vecino, primer Regidor, Encomendero y fundador de Chillán en 1580, dueño de solar en dicha ciudad en donde fijó residencia, y su defensor en el alzamiento de ese año; Corregidor de Osorno en 1582; encabezó proceso de información de “méritos y servicios” del capitán Pedro Gómez de las Montañas y de su hijo Alonso Gómez, por «comisión y licencia» que «su señoría el señor Gobernador le dio para tomar los testigos que fuere menester tomar en esta dicha ciudad», haciendo atestiguar a Martín de Candia, ante él y ante Melchor de Herrera (escribano público), firmando todos el dicho testimonio el 12 de junio de 1597 en Chillán (San Bartolomé de Gamboa). Nombrado Cabo de Capitanes de la Frontera en Chillán por el gobernador Alonso de Ribera cargo que ejerció entre 1601-1605; Corregidor y Justicia Mayor de Chillán en 1602; tuvo a su cargo la defensa de Chillán desde dicho año al mando de una de las dos compañías militares (siendo la otra la de Lucas González Navarrete). Capitán en las Guerras de Arauco con distinción y arrojo; los testigos dicen que «ha sido de los más valientes y que se ha hallado en casi todas las acciones de guerra de su tiempo». Tenía un indio en servicio llamado Andrés, que sirvió de pregón en los diezmos del 15 de septiembre de 1602. Hizo cuartos del rebelde y traidor Guenuraque, cacique de toda esa tierra (Chillán), y “así la mantuvo en paz”; produjo información de servicio en Concepción el 22 de junio de 1606; dice que ha servido ya durante 36 años; produjo nuevamente información en Millapoa el 24 de febrero de 1607 donde se informa de los servicios que ha prestado como militar, siendo testigo el Capitán Alejo de la Fuente. Siendo Capitán fue héroe peleando el 31 de diciembre en la Batalla de Purén (1609) al mando del gobernador y maestre de campo Alonso García Ramón, junto a Pedro Gutiérrez de Mier, formando 740 españoles frente a varios miles de Mapuches. En carta que envió al Rey informa sobre los hechos que han ocurrido en Chile y dice «no sentir bien de la guerra defensiva». Dueño de bienes en La Serena, Valle de Limarí y Copiapó, de estancias junto al cerro Santa Lucía, dueño de solar en Chillán, y de estancias y encomiendas en Cuyo; testó en La Serena teniendo un poco más de 36 años; y falleció en uno de los fuertes del interior de Valdivia a manos de los indios araucanos, quienes lo asaron y quemaron vivo junto a un árbol y lo ingirieron a bocados antes de su fin.
Contrajo matrimonio en Osorno antes de 1580 con Luisa Rosa de Godoy y Roa

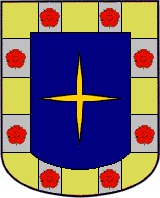
Armas Varonía de Ortiz (Linaje de Lope Ortiz).

## Hijos
1. María Ortiz de Atenas (o de Tena) y Godoy; casada con Juan de Benavides Manrique de Lara [nacido en Valladolid, España cerca de 1575; hijodalgo; emigrado a Chile junto a su madre en 1595; Regidor de Concepción; Capitán por 40 años en las Guerras de Arauco, 1595-1635]; con sucesión.
2. Teresa Ortiz de Atenas (o de Tena) y Godoy; casada en Chillán con Fernando de Cea y Angulo [nacido en Córdoba, España en 1582; † 1645; hijo de Gonzalo de Cea y Aldonsa de Angulo; llegado a Chile en 1604; sirvió como soldado en Concepción; Cabo del fuerte de Paicabí; ascendido a Capitán de Infantería por “rescatar a muchos cautivos”; Capitán de caballos ligeros; Corregidor de Chillán; Teniente y Capitán general; Sargento Mayor durante 24 años; Maestre de Campo General del Real Ejército; Corregidor de Concepción en 1623; Alcalde de Concepción en 1634; declarado benemérito del Reino en 1638, por título de la Real Audiencia, la cual recomendó al virrey del Perú Marqués de Mancera proveerle un corregimiento; entre sus “méritos” se contaba “…haber construido muchos fuertes para sostener la guerra y haber degollado muchos soldados indios en los diferentes alzamientos y encuentros…]; con sucesión.
3. Isabel Ortiz de Tena (var. Ortiz de Godoy); casada hacia 1608 con Francisco de Villaseñor y Acuña [Soldado en Flandes, Italia y Francia; pasó a Indias a fines del siglo XVI, como miembro de una expedición que se organizó para ir al Dorado; pasó a Lima donde es nombrado Capitán de un socorro de hombres que se envió a Concepción; envió una carta al Rey en donde recomienda empeñosamente a Ribera como el hombre apropiado para desempeñar el gobierno el 25 de febrero de 1610 desde Santiago; estanciero, encomendero y miembro del Cabildo de Concepción en 1612;  Veedor General 1606-1636].
4. Constanza Ortiz de Tena (o de Atenas) y Godoy; nacida en Chillán; siendo casada, profesó en el templo de Las Clarisas, renunciando a sus bienes ante el Notario García Corbalán el 6 de junio de 1637; casada en Chillán con Francisco de la Fuente Villalobos [nacido en Madrid en 1582, † Lima, Perú el 30 de agosto de 1659; hijo de Juan de la Fuente Villalobos (descendiente de la Casa de su apellido; Alcalde de la Casa de Campo, Madrid) y Antonia de Treviño (natural de Ávila, de la Casa de ese nombre en dicha ciudad y en Ciudad Real); sirve en el Presidio de Lisboa en 1604; a Chile en la expedición de Antonio Mosquera, en 1605; asiste a las fundaciones de Monterey, San Ignacio de la Redención, y sitio de Boroa, en 1606, en que fue herido; Proveedor del Real Ejército nombrado el 5 de enero de 1628; Capitán a Guerra de Concepción el 15 de junio de 1633; Juez de Cuentas de Propios el 29 de junio de 1633; Protector General de Indios 23 de junio de ese mismo año; Capitán de Infantería en el Castillo de S. Felipe de Austria 29 de marzo de 1636; Regidor de Concepción en 1637, y su Alcalde en 1638; dueño de estancias y solares; Veedor General del Ejército por Real Cédula en Madrid 20 de abril de 1638, hasta su destierro en 1655; dueño de molinos y estancias, y dueño de las encomiendas de los pueblos de Gualqui, Potaco, y Quilacoya; recomendado por RR.CC. 1 de abril de 1634 y 29 de abril de 1643; autor de diversos memoriales relativos a la Real Hacienda y a la apertura del camino a Valdivia; vedado al tránsito desde la destrucción de 1599; comisionado por el Virrey para una reapertura que efectúa 1645-1646; elegido gobernador y capitán general del Reino por aclamación popular, a la deposición el titular Don Antonio de Acuña y Cabrera en Concepción el 20 de febrero de 1655 en la insurrección capitaneada por Francisco Gaete y Agurto, y luego desterrado al Perú; casado en segundo matrimonio en Santiago con María Hurtado de Cabrera (hija de Diego Puchol y ¿? Lafuente; bautizada en la Catedral de Santiago el 10 de marzo de 1618; testó 17 el febrero de 1663)].
5. Juan Ortiz de Tena (o Atenas) y Godoy (var. Ortiz de Godoy); nacido en Concepción; Maestre de Campo, Capitán, Justicia Mayor y Corregidor de La Serena; casado con Agustina de Riveros y Aguirre (var. Riberos y Aguirre) [hija de Francisco de Riveros y Figueroa e Inés de Aguirre y Matienzo; su padre le dejó en 1620 en su testamento ricas colgaduras, alfombras, camas y ropas]; con sucesión.
6. Francisco Ortiz de Tena (o de Atenas) y Godoy (var. Ortiz de Godoy); † en los alrededores de Chillán en 1678; Capitán; Alcalde de la Serena; estante en Mendoza en 1848; pereció
cuando entraba con el Corregidor Osorio a defender la ciudad de Chillán atacada por los indios.
7. Lorenzo Ortiz de Tena y Godoy (var. Ortiz de Godoy); Sacerdote Jesuita.
Hijos fuera del matrimonio:
8. Diego (o Esteban) de Atenas (var. Ortiz de Atenas); nacido en Chillán, Chile en 1587; † Cunipulli, Araucanía, Chile en el invierno de 1605; mestizo; hijo natural de Francisco Alonso Ortiz de Atenas y de una india de su encomienda en Chillán; Escriba; a sus 18 años en 1605 fue paje del maestre Alonso González de Nájera, mientras este era sargento mayor del reino de Chile; mismo año fue amanuense y escriba del Padre Luis de Valdivia; su muerte se produjo cuando el susodicho sacerdote lo pidió prestado al sargento Gonzáles de Nájera, y lo envió con unas cartas desde el Fuerte Santa Lucía de Yumbel a Arauco, y a unas pocas leguas (en los caminos reales de Cunipulli, en el camino que conduce de Taboleu a Catiray) éste encontró una cuadrilla de indios “araucanos” que luego dieron paso a su martirio (lo asaltaron, lo llevaron a la cima de un cerro, luego lo asaron y quemaron vivo junto un árbol, y lo injirieron de a bocados antes de su fin), por este motivo a los cuatro días de ocurrido el incidente, el Coronel Pedro Cortés determinó ir en venganza del joven Diego de Atenas: salió en la mañana, matando a algunos indios de Cunipulli, y quemándoles sus casas; los pocos restos de Diego fueron encontrados después de siete u ocho días por soldados del Castillo de Arauco, quienes al amenazar de muerte a algunos indígenas dieron con el sitio donde se dio cruel muerte al suspendido mártir.